# Untergut (Egestorf)
Das Untergut ist ein als Baudenkmal geschütztes Anwesen im Barsinghäuser Stadtteil Egestorf (Deister) in Niedersachsen.

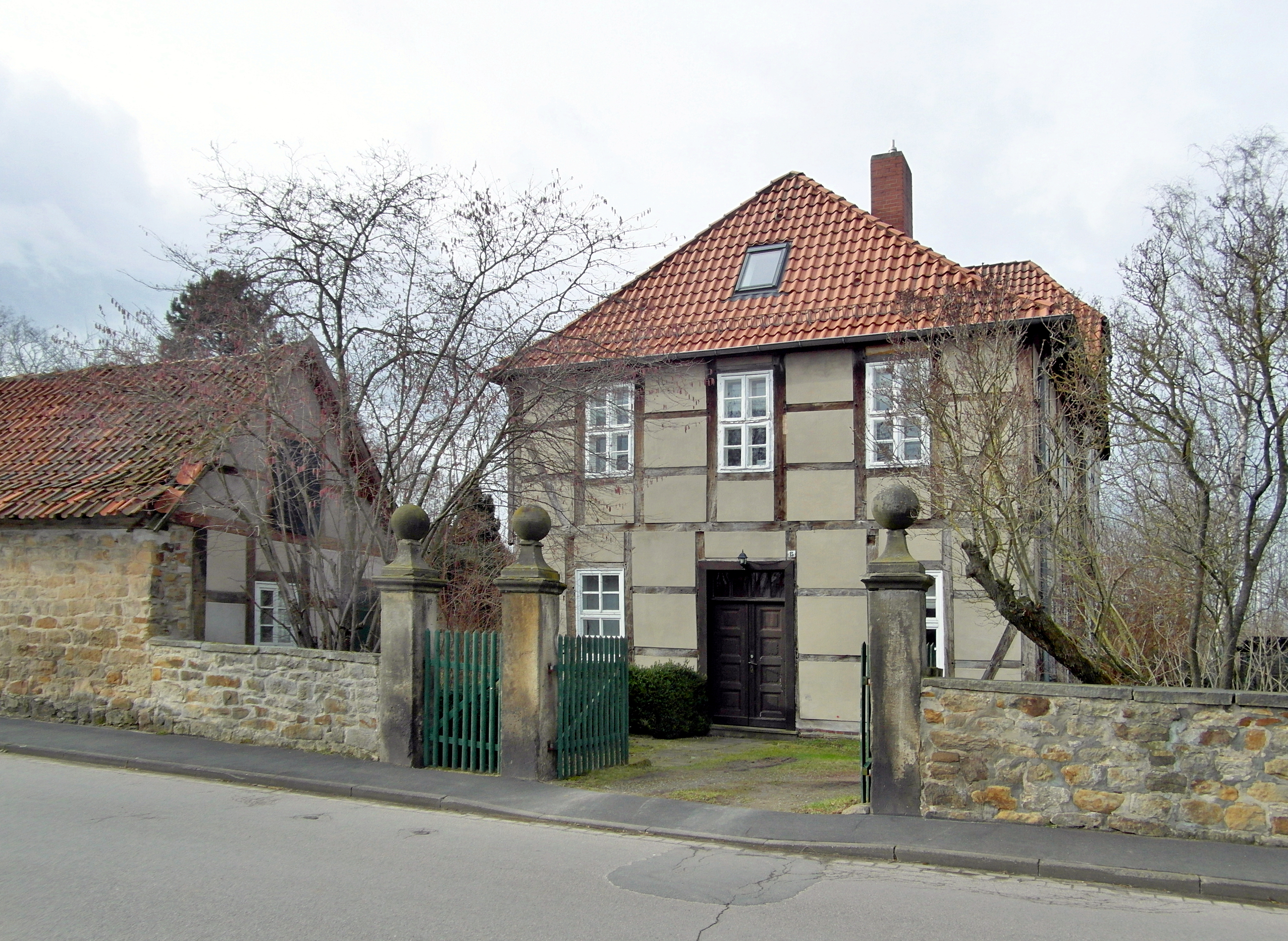
Das Untergut Egestorf

## Geschichte
Das heutige Untergut liegt östlich des alten Dorfkerns von Egestorf. Es entstand aus einem „freien Meierhof“. Dieser war als herzogliches Lehen zunächst im Besitz der Herren von Goltern und nach deren Aussterben seit dem Jahr 1558 derer von Alten. Da die von Goltern weiteren Besitz im später wüst gewordenen Nachbarort Helmerchingehusen hatten und dortige Flächen später zum Untergut gehörten, könnte das Gut ursprünglich dort gelegen haben.
Die von Goltern veräußerten den Meierhof 1549 auf Wiederkauf an den Holzgrafen und Oberförster Hans Cammit († 1587). Auch unter den von Alten blieben der Holzgraf und später sein Amtsnachfolger Hans Huldersen Nutzer des Hofs. Nachdem zunächst der halbe Hof verpfändet war, war spätestens 1629 dessen Sohn Erich Daniel Huldersen Eigentümer des „Erb-Frey-Guthes“.
Mehrere Brände zerstörten 1644, 1662 und 1668 das danach jeweils wieder aufgebaute Anwesen. Huldersen zog spätestens 1664 in ein neu errichtetes großes „Pallatium“ auf dem auf einer Ende des 16. Jahrhunderts erworbenen Hofstelle an der Straße nach Nienstedt entstandenen Obergut. Bei den Bränden gingen mehrfach die Besitzurkunden des Unterguts verloren und mussten erneut ausgestellt werden. Dabei kam es nach Huldersens Tod 1664 zu juristischen Komplikationen. Der Besitzer des Rittergutes Egestorf behauptete, das Untergut sei zu Lasten der Allmende unerlaubt vergrößert worden, was eine eigens eingesetzte Kommission zum Teil bestätigte.
Es folgten mehrfache Besitzerwechsel. Dem Gutsbesitzer Wilhelm Bernhardt von Frohnhorst wurden 1698 alle Rechte eines Sattelhofes bestätigt. Der Besitzer des Oberguts kaufte schließlich 1843 das Untergut und vereinigte beide.

## Beschreibung

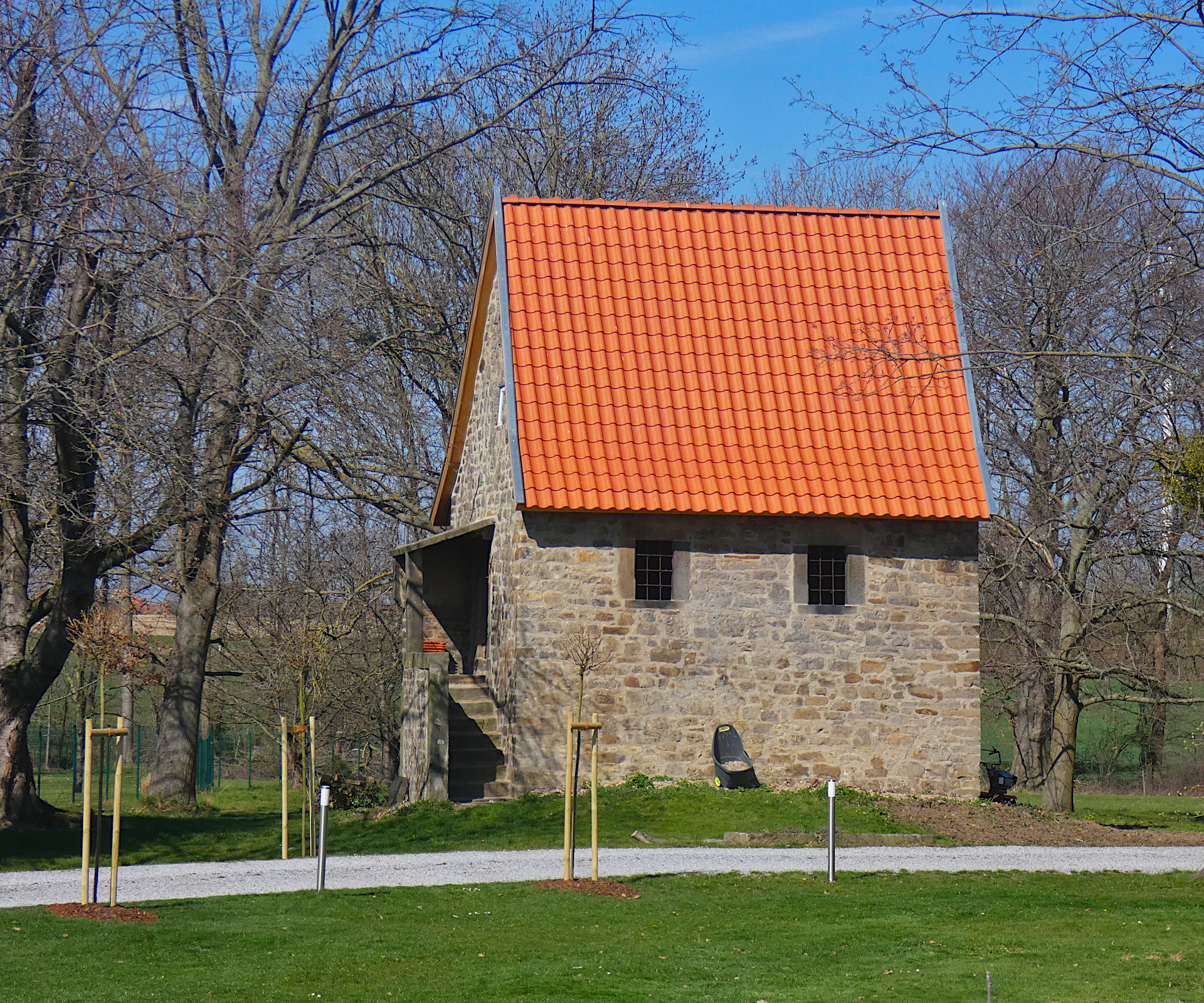
Der denkmalgeschützte Speicher des Untergutes

Das Untergut Egestorf ist ein vermutlich im 18. Jahrhundert errichteter schlichter zweistöckiger Fachwerkbau. Der Anbau entstand Anfang des 19. Jahrhunderts. Ein zweistöckiger Speicher aus Bruchsteinmauerwerk im rückwärtigen Bereich des mittlerweile abgetrennten östlichen Grundstücksteils stammt laut Inschrift im Türbalken aus dem Jahr 1598. Das Gebäude gilt als einmalig in der Region Hannover.

## Sonstiges
Zum Untergut gehörte von 1554 bis zum Ende des 16. Jahrhunderts und wieder ab 1640 eine Mühle am Stockbach in Egestorf. Sie war Zwangsmühle für Egestorf und Redderse.